# Orestes Brownson

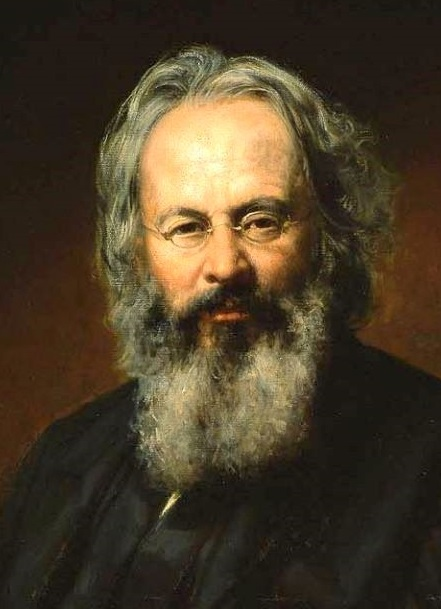
Portret van Orestes A. Brownson in 1863.

Orestes Augustus Brownson (Stockbridge, 16 september 1803 - Detroit, 17 april 1876) was een Amerikaans intellectueel, activist en prediker die actief was in New England. Nadat hij in 1832 verhuisde naar Walpole in New Hampshire werd Brownson lid van de transcendentalistische beweging, waar ook Ralph Waldo Emerson en Henry David Thoreau deel van uitmaakten. In 1844 bekeerde Brownson zich tot het katholicisme en verwierp hij zijn eerdere opvattingen over het transcendentalisme.
- Biblioteca Nacional de España: XX4792771
- Bibliothèque nationale de France: cb124112395 (data)
- CiNii: DA05032387
- Gemeinsame Normdatei: 118857398
- International Standard Name Identifier: 0000 0000 8122 8656
- Library of Congress Control Number: n50043368
- Bibliotheek van het Japanse parlement: 00552194
- Nationale Bibliotheek van Tsjechië: jx20120821002
- Nationale bibliotheek van Australië: 35022977
- Nationale Bibliotheek van Israël: 987007259013105171
- Nederlandse Thesaurus van Auteursnamen: 070353530
- SNAC: w6794jdm
- Système universitaire de documentation: 085785628
- Trove: 796963
- Virtual International Authority File: 44385988
- WorldCat: E39PBJbRjDMDvW9jRvwTRBBQMP